# Ecteinascidia bombayensis
Ecteinascidia bombayensis är en sjöpungsart som beskrevs av Das 1939. Ecteinascidia bombayensis ingår i släktet Ecteinascidia och familjen Perophoridae. Inga underarter finns listade i Catalogue of Life.